# Опорков, Геннадий Михайлович
Геннадий Михайлович Опорков (18 мая 1936, Ленинград — 22 августа 1983, там же) — советский театральный режиссёр, сценарист, Заслуженный деятель искусств РСФСР (1983).

## Биография
Геннадий Опорков родился в Ленинграде.
В 1965 году окончил режиссёрский факультет Ленинградского института театра, музыки и кинематографии (мастерская А. А. Музиля). В 1964—1968 годах работал в Красноярском ТЮЗе; в 1968 году вернулся в родной Ленинград и два года работал в качестве режиссёра в Театре имени Ленсовета.
В 1971 году назначен главным режиссёром Ленинградского театра имени Ленинского комсомола, где работал до своей смерти.
Скончался 22 августа 1983 года в Ленинграде от цирроза печени. Похоронен на Преображенском еврейском кладбище.

### Личная жизнь
Первая жена — Лариса Малеванная (до 1975), актриса, народная артистка РСФСР (1985).
- Сын — Александр Геннадьевич Опорков, программист.
  - Трое внуков - Станислав, Михаил и Светлана, двое правнуков.

Вторая жена — Елена Владимировна Завьялова (Опоркова) (с 1976 по 1983), театральный критик, директор, продюсер.

## Творчество

### Постановки в театре
Ленинградский театр имени Ленсовета
- 1968 — «Пассажирка» Зофьи Посмыш
- 1968 — «Жестокость» П. Нилина
- 1969 — «Сорок первый» Бориса Лавренёва

Ленинградский театр имени Ленинского комсомола
- 1970 — «Три мушкетёра» Александра Дюма
- 1971 — «С любимыми не расставайтесь!» Александра Володина
- 1972 — «Лошадь Пржевальского» Михаила Шатрова
- 1972 — «Саша Белова» Игнатия Дворецкого
- 1973 — «Чайка» А. П. Чехова
- 1973 — «Где Чарли?» Дж. Эббота
- 1974 — «Вторая студия» Л. Маграчёва, В. Бузинова
- 1974 — «Транзит» Л. Зорина
- 1974 — «Четыре капли» В. Розова
- 1974 — «Жаворонок» Жана Ануя
- 1976 — «Бери и помни» Ю. Принцева
- 1976 — «По ком звонит колокол» Э. Хемингуэя
- 1977 — «Кентавры» В. Жалакявичуса
- 1977 — «Утиная охота» Александра Вампилова
- 1978 — «Деньги для Марии» Валентина Распутина
- 1979 — «Берег» Юрия Бондарева
- 1980 — «Вся его жизнь» Евгения Габриловича
- 1980 — «Последние» Максима Горького
- 1981 — «Огнём и кровью» Ф. Гладкова
- 1982 — «Чайка» А. П. Чехова